# Grosbreuil
 Grosbreuil  es una población y comuna francesa, en la región de Países del Loira, departamento de Vendée, en el distrito de Les Sables-d'Olonne y cantón de Talmont-Saint-Hilaire.

## Demografía
| 1136 | 1033 | 961 | 1033 | 1091 | 1257 |
| Para los censos de 1962 a 1999 la población legal corresponde a la población sin duplicidades (Fuente: INSEE [Consultar]) |      |     |      |      |      |